# Kay Panabaker
Pour les articles homonymes, voir Panabaker.
Stephanie Kay Panabaker, appelée Kay Panabaker, est une actrice américaine née le 2 mai 1990 à Orange (Texas).
Enfant star, elle est la sœur de l'actrice Danielle Panabaker.
Elle est révélée à la télévision, grâce aux rôles qu'elle occupe dans plusieurs séries télévisées : Nikki Westerly dans la dramatique Summerland (2004-2005), Debbie Berwick et Daphne Powell dans les fantastiques Phil du futur (2004-2005) et Super Hero Family (2010-2011) ainsi que celui de Lindsey Willows dans la policière Les Experts (2006-2011).
En 2012, elle décide cependant de se retirer du milieu du divertissement au profit d'une carrière dans la zoologie en travaillant pour les parcs Disney's Animal Kingdom.

## Biographie

### Enfance et formation
Kay, de son vrai nom Stephanie, est la fille de Donna (née Mayock) et de Harold Panabaker, elle déménage beaucoup durant son enfance. Elle part de Houston et suit ses parents à Philadelphie puis Atlanta et se découvre une passion pour le métier d'actrice à 8 ans.
Elle doit ses premiers pas sur scène à une pièce de théâtre intitulée The Herbal Bed, jouée en 1999 à Chicago.
Tout comme sa sœur, l'actrice Danielle Panabaker, elle termine ses études très tôt, le lycée à l'âge de 13 ans (en 2003) et empoche son diplôme universitaire (bac+2) à seulement 15 ans.
Elle s'envole, accompagnée de sa mère et de sa sœur, pour Los Angeles, en 2002.

### Carrière

#### Débuts et révélation (années 2000)
Elle commence par le théâtre pour ensuite s'orienter vers la télévision.
À partir de 2002, elle accumule les apparitions à la télévision et obtient son premier rôle dans un film aux côtés de Kiefer Sutherland pour le drame Dead Heat - Pari à haut risque.
Il faut attendre 2004 pour qu'elle décroche son premier rôle important à la télévision, lorsqu'elle rejoint la série dramatique Summerland, où elle joue aux côtés de Jesse McCartney et Lori Loughlin, avec qui la jeune actrice déclarera adorer travailler. Dans le même temps, elle obtient un rôle récurrent dans la série fantastique destinée à une jeune audience, Phil du futur.
Cette double exposition lui permet de remporter le Young Artist Awards de la meilleure jeune actrice dans une série télévisée pour Summerland, et d'être en lice, pour le même prix, grâce à Phil du futur.
Entre 2005 et 2009, elle joue dans de nombreux téléfilms. En 2005, elle est notamment la version jeune du personnage incarné par sa sœur, Danielle Panabaker, dans le téléfilm dramatique Trop jeune pour être mère avec Jane Krakowski. La même année, elle est l'héroïne de la comédie familiale Calvin et Tyco avec Kyle Massey, révélé par Phénomène Raven.
En 2006, elle porte le téléfilm Disney Channel, Le Journal de Jaimie, qui lui vaut une proposition pour le Young Artist Awards de la meilleure jeune actrice dans un téléfilm.
L'année suivante, elle est l'un des premiers rôles du drame Moondance Alexander avec Don Johnson et dans lequel elle retrouve Lori Loughlin ainsi que de la comédie Nancy Drew secondant la jeune star montante Emma Roberts. Des rôles qui lui offrent une nouvelle opportunité de prétendre pour un prix lors des Young Artist Awards. Elle est aussi vedette, aux côtés de Cole Sprouse et Dylan Sprouse du téléfilm pour enfants Le Prince et le Pauvre.
Sans jamais jouer aux côtés de sa sœur, les deux actrices se croisent pourtant sur les plateaux de séries télévisées dans lesquelles elle apparaissent comme Grey's Anatomy, Médium, New York, unité spéciale...
Côté grand écran, c'est en 2009 qu'elle se dévoile au plus grand nombre dans la comédie musicale Fame, remake du célèbre Fame des années 1980, où elle incarne Jenny.

#### Télévision et retraite de comédienne (années 2010)
En 2010, elle joue la version jeune du personnage incarné par Calista Flockhart dans deux épisodes de la série dramatique Brothers and Sisters. La même année, elle rejoint surtout la distribution principale de la série fantastique Super Hero Family où elle incarne la fille Daphney Powell aux côtés de Michael Chiklis, Julie Benz et Jimmy Bennett. Cependant, les mauvaises audiences et les critiques très mitigées ne permettent pas au programme de dépasser le cap d'une saison de vingt épisodes.
Elle termine sa carrière en jouant dans le téléfilm d'ABC Family, Le Mur de l'humiliation et en prêtant sa voix à un personnage du film Le Chihuahua de Beverly Hills 3. En effet, Kay prend sa retraite du métier d'actrice en 2012 afin d'étudier et se consacrer à la zoologie, à l'UCLA. Elle travaille désormais comme soigneuse d'animaux à Disney's Animal Kingdom.

## Filmographie

### Cinéma

#### Courts métrages
- 2001 : Temptation de Roman Güttinger : Jamie Savini

#### Longs métrages
- 2001 : Monstres et Cie de Pete Docter, David Silverman et Lee Unkrich : Voix additionnelles
- 2002 : Dead Heat de Mark Malone : Sam
- 2007 : Moondance Alexander de Michael Damian : Moondance Alexander
- 2007 : Nancy Drew d'Andrew Fleming : Georgie Fayne
- 2009 : Fame de Kevin Tancharoen : Jenny Garrison
- 2010 : The Lake Effect de Tara Miele : Celia
- 2011 : Little Birds de Elgin James : Alison
- 2012 : Le Chihuahua de Beverly Hills 3 de Lev L. Spiro : Rosa (voix, vidéofilm)

### Télévision

#### Séries télévisées
- 2002 : Port Charles : Sara (1 épisode)
- 2002 : Urgences (ER) : Melissa Rue (1 épisode)
- 2002 : Sept à la maison : Alice Brand (saison 7, épisode 6)
- 2002 : Angel : La fille (2 épisodes)
- 2003 : Division d'élite (The Division) : Susie Jenkins (1 épisode)
- 2003 : The Brothers Garcia (en) : Carrie Bauer (1 épisode)
- 2005 : Médium (Medium) : Elisha (1 épisode)
- 2004 - 2005 : Summerland : Nikki Westerly (rôle principal - 26 épisodes)
- 2004 - 2005 : Phil du futur (Phil of the Future) : Debbie Berwick (rôle récurrent - 15 épisodes)
- 2006 : American Dragon: Jake Long : Cheerleader Lacey (1 épisode)
- 2006 - 2011 : Les Experts (CSI: Crime Scene Investigation) : Lindsey Willows (rôle récurrent - 5 épisodes)
- 2007 : The Winner : Vivica (1 épisode)
- 2007 : Mon oncle Charlie (Two and a Half Men) : Sophie (1 épisode)
- 2007 : La Vie de palace de Zack et Cody (The Suite Life of Zack and Cody) : Amber (1 épisode)
- 2007 : Weeds : Amelia (1 épisode)
- 2007 : Boston Justice (Boston Legal) : Abby Holt (1 épisode)
- 2007 : Ghost Whisperer : Marlo Sinclair (saison 3, épisode 8)
- 2008 : Grey's Anatomy : Emma Anderson (saison 5, épisode 10)
- 2009 : Lie to Me : Emily Lightman (saison 1, épisode 1 - scènes coupées)
- 2009 : Mental : Aysnley Skoff (1 épisode)
- 2010 : Brothers & Sisters : Kitty Walker, jeune (2 épisodes)
- 2010 - 2011 : Super Hero Family : Daphne Powell (rôle principal - 20 épisodes)
- 2011 : New York, unité spéciale : Vicki Harris (saison 13, épisode 10)

#### Téléfilms
- 2005 : Trop jeune pour être mère de Peter Werner : Macy, jeune (non créditée)
- 2005 : Calvin et Tyco (Life Is Ruff) de Charles Haid : Emily Watson
- 2006 : Le Journal de Jaimie (Read It and Weep) de Paul Hoen : Jamie Bartlett
- 2007 : L'Amour d'un père (Custody) de Nadia Tass : Amanda
- 2007 : Le Prince et le Pauvre de James Quattrochi : Elizabeth
- 2007 : Zip de Richard Shepard : Ellie Stringer
- 2008 : Happy Campers de Gil Junger : Dylan
- 2009 : A Marriage de Marshall Herskovitz : Maddy Gabriel
- 2010 : L'Esprit d'une autre (Secret in the Walls) de Christopher Leitch : Lizzie
- 2011 : Le Mur de l'humiliation (Cyberbully) de Charles Binamé : Samantha Caldone

## Distinctions
Sauf indication contraire ou complémentaire, les informations mentionnées dans cette section proviennent de la base de données IMDb.

### Récompenses
- Dixie Film Festival 2007 : meilleure actrice pour Moondance Alexander
- Temecula Valley International Film Festival 2007 : Rising Star Award
- Phoenix Film Festival 2011 : meilleure distribution pour The Lake Effect[7]
- Young Artist Awards 2005 : meilleure performance par une jeune actrice dans une série télévisée pour Summerland

### Nominations
- Young Artist Awards 2003 : meilleure performance par une jeune actrice invitée dans une série télévisée dramatique pour Urgences
- Young Artist Awards 2004 : meilleure performance par une jeune actrice dans une publicité pour Anti-Smoking PSA
- Young Artist Awards 2005 : meilleure performance par une jeune actrice dans une série télévisée pour Phil du futur
- Young Artist Awards 2007 : meilleure performance par une jeune actrice dans un téléfilm ou une mini-série pour Le journal de Jaimie
- Young Artist Awards 2008 : meilleure performance par une jeune actrice dans un film pour Moondance Alexander et meilleure performance par une jeune distribution dans un film pour Nancy Drew[8]